# Ni de l'Àguila
Ni de l'Àguila (ν Aquilae) és una estrella de la constel·lació de l'Àguila.
Ni de l'Àguila és una groga-blanca del tipus F supergeganta amb una magnitud aparent de +4,64. Està almenys a 3.000 anys llum de la Terra.
Aquesta estrella està just a l'equador, per això se s'esmenta com a l'estrella de l'equador.